# Charles Antenen
Charles Antenen, gerufen «Kiki» (* 3. November 1929 in La Chaux-de-Fonds; † 20. Mai 2000 in Les Bayards), war ein Schweizer Fussballspieler.

## Karriere

### Verein, 1941–1965
Charles Antenen begann mit dem Fussball in der Jugendabteilung des FC La Chaux-de-Fonds, wo er von 1941 bis 1965  mit Ausnahme der Saison 1952/53, in der er für  Lausanne-Sports antrat, blieb. 1949 hatte der Stürmer, der zumeist auf Rechtsaussen oder in der halbrechten Verbindung spielte, ein Angebot des römischen Vereins SS Lazio, der ein Handgeld von 120'000 Franken plus Gehalt und Prämien anbot. Rationale Erklärungsversuche, warum er das Angebot ausschlug, schlugen fehl.
Seine Zeit beim Verein beschreibt dessen Goldene Ära, in der der Verein alle seine Titel gewann: die Meisterschaften 1954, 1955 und 1964 sowie die sechs Cupsiege von 1948, 1951, 1954, 1955, 1957 und 1961. Die Trainer hierbei waren von 1946 bis 1959 der tschechoslowakische Vizeweltmeister von 1934 Jiří «Georges» Sobotka, der zunächst als Spielertrainer agierte und unter dem La Chaux-de-Fonds wieder in die Nationalliga A aufstieg, der Karlsruher dreifache DFB-Pokal-Gewinner Kurt Sommerlatt, danach bis 1962 als Spielertrainer verantwortlich, und schliesslich der deutsch-französische Spielertrainer Heinrich «Henri» Skiba, unter dem die Meisterschaft von 1964 eingefahren wurde.
Insgesamt trat Charles Antenen in 443 Partien der Nationalliga A an, in denen er 233 Tore erzielte. Dazu kommen 26 Partien in der Nationalliga B mit 18 Treffern.
In der Saison 1970/71 war er im Trainerstab des FC La Chaux-de-Fonds.

### Nationalmannschaft, 1948–1962
Noch 18-jährig, feierte Charles Antenen am 20. Juni 1948 in Zürich beim 3:3-Unentschieden gegen Spanien seinen Einstand in der Schweizer Fussballnationalmannschaft. An der ersten Fussball-Weltmeisterschaft nach dem Zweiten Weltkrieg vom 25. Juni bis 16. Juli 1950 in Brasilien nahm die Schweiz als ein europäischer Vertreter neben Jugoslawien, Schweden, Italien, Spanien und England teil. «Kiki» spielte gegen Jugoslawien und Mexiko. In beiden Spielen gelang ihm jeweils ein Tor. Bei dem sensationellen 2:2 gegen Brasilien pausierte er. Die nächste WM fand 1954 in der heimischen Schweiz statt. Antenen stürmte bei der 0:2-Niederlage gegen England, beim 4:1 im Entscheidungsspiel gegen Italien und beim legendären Viertelfinalspiel am 26. Juni in Lausanne gegen Österreich, das nach einer 3:0-Führung noch mit 5:7 Toren verloren ging. Als Routinier und Leistungsträger war er in den Spielen gegen Belgien und Schweden in den Jahren 1960 und 1961 massgeblich an der erfolgreichen Qualifikation für die WM 1962 beteiligt. Er bestritt alle fünf Spiele und steuerte fünf Tore bei. Auch beim 2:1-Sieg am 12. November 1961 in Berlin im Entscheidungsspiel gegen den Vizeweltmeister von 1958, Schweden, trug er sich in die Torschützenliste ein. Die dritte WM-Teilnahme 1962 brachte ihm drei weitere Endrundenspiele gegen Chile, Deutschland und Italien ein. Mit dem Spiel am 7. Juni 1962 in Santiago im Estadio Nacional gegen Italien beendete er seine vierzehnjährige Laufbahn in der Nationalmannschaft. Insgesamt brachte Antenen es auf 56 Einsätze in der Schweizer Fussballnationalmannschaft und erzielte dabei 22 Tore.
Er war zwei Jahrzehnte eine Grösse in der Schweizer Nationalliga und ein Begriff in Europa. Charles Antenen stammt aus einer Radsportfamilie: Er ist der Sohn von Charles Antenen sen. und Neffe von Kastor Notter.

## Erfolge
- 3-mal Schweizer Meister (1953/54, 1954/55, 1963/64)
- 6-mal Schweizer Cupsieger (1948, 1951, 1954, 1955, 1957, 1961)
- 3 WM-Teilnahmen (1950, 1954, 1962)